# Charl van Vliet
Pour les articles homonymes, voir Van Vliet.
Pas d'image ? Cliquez ici

a Compétitions nationales et continentales officielles uniquement.

b Matchs officiels uniquement.
Dernière mise à jour le 14 octobre 2013.
Charl van Vliet surnommé Chappy, né le 13 juillet 1978 à Klerksdorp, est un joueur sud-africain de rugby à XV évoluant au poste de troisième ligne aile. Il est sélectionné en équipe nationale des Pays-Bas.

## Biographie
Charl van Vliet est international néerlandais.